# 최스 임레
최스 임레(헝가리어: Csősz Imre, 1968년 10월 27일~)는 헝가리의 전직 유도 선수이다. 1992년 하계 올림픽 남자 헤비급에서 동메달을 획득했으며 세계 선수권 대회에서 동메달 1개를 획득했다.